# 野牛角龍屬
野牛角龍屬（學名：Tatankaceratops）是角龍科恐龍的一屬，是種小型開角龍亞科恐龍，生存於白堊紀晚期的北美洲。
化石是一個部分頭顱骨，發現於美國南達科他州的地獄溪層，地層年代約6600萬年前，相當於馬斯垂克階末期。在2010年，彼得·拉尔森（Peter Larson）等人將這個頭顱骨進行敘述、命名，模式種是薩氏野牛角龍（T. sacrisonorum）。屬名意為「美洲野牛的有角面孔」；種名則是以業餘古生物學家史丹·薩克理森（Stan Sacrison）為名。
在2011年，尼克·朗里奇（Nick Longrich）發現野牛角龍同時具有三角龍的幼年、成年特徵，可能是三角龍的侏儒種，或者是生長期間發生個體變異，導致生長遲緩。湯瑪斯·霍爾茲（Thomas R. Holtz）則提出野牛角龍可能是三角龍的一個幼年個體標本。